# 65 Cybele
Cybele /ˈsɪbəliː/ (định danh hành tinh vi hình: 65 Cybele) là một trong các tiểu hành tinh lớn nhất trong hệ Mặt Trời ở vành đai chính. Tên của nó được dùng để đặt cho nhóm tiểu hành tinh Cybele có quỹ đạo quay ở bên ngoài Mặt Trời từ sự cộng hưởng quỹ đạo 2:1 với Sao Mộc. Là tiểu hành tinh kiểu X, nó có màu tối và thành phần cấu tạo bằng cacbonat, có chu kỳ quay tương đối ngắn là 6,0814 giờ. Nó được phát hiện bởi nhà thiên văn học người Đức Ernst W. L. Tempel vào ngày 8 tháng 3 năm 1861 tại Đài thiên văn Marseille ở đông nam nước Pháp và được đặt tên theo Cybele, nữ thần Trái Đất.

## Đặc trưng vật lý
Lần đầu Cybele che khuất một sao được quan sát thấy ngày 17 tháng 10 năm 1979 ở Liên Xô. Nó dường như có hình dạng bất thường với dây cung dài nhất đo dược 245 km, gần hợp với đường kính là 237 km do Vệ tinh IRAS xác định. Cũng trong lần che khuất này có chút dấu vết của một vệ tinh hành tinh vi hình rộng 11 km ở khoảng cách 917 km đã được phát hiện nhưng kể từ đó nó chưa bao giờ được chứng thực. Kể từ năm 2017, cả Asteroid Lightcurve Data Base và Johnston's archive đều không coi Cybele là một tiểu hành tinh đôi.

### Ước tính đường kính
Ước tính đường kính trung bình cho Cybele nằm trong khoảng từ 218,56 đến 300,54 km. Theo quan sát của Vệ tinh Thiên văn Hồng ngoại IRAS vào năm 1983, tiểu hành tinh này có đường kính 237,26 km. Sứ mệnh NEOWISE của Vệ tinh Thăm dò Khảo sát Hồng ngoại Phạm vi rộng của NASA đã đưa ra đường kính 218,56 và 276,58 km. Ước tính lớn nhất là 300,54 km là từ vệ tinh Akari của Nhật Bản. Năm 2004, Müller ước tính Cybele sử dụng mô hình nhiệt vật lý (TPM) có kích thước 302 × 290 × 232 km, tương ứng với đường kính trung bình là 273,0 km.

## Lần che khuất gần đây
Vào ngày 24 tháng 8 năm 2008, Cybele đã che khuất 2UCAC 24389317 với cấp sao biểu kiến 12,7 trong chòm sao Xà Phu có trục dài ít nhất 294 km.
Vào ngày 11 tháng 10 năm 2009 người ta trông đợi Cybele che khuất một sao với cấp sao biểu kiến 13,4 trong chòm sao Bảo Bình.